# Haratins
Les Haratins, Haratines, Chouachins ou Chouachines (en arabe : حراطين ḥarâṭin, sing. حرطاني ḥârṭani ou شواشين šwašin, sing. شوشان šušan, en berbère isemghan, sing. asemgh), parfois appelés Maures Noirs, sont le groupe ethnique des Noirs vivant au Maghreb et dans l'Ouest du Sahara (du Maroc jusqu'en Libye), de statuts divers selon les régions.

## Dénominations
L'usage historique de l'appellation Haratin ou Haratine (retranscrit : ḥaratin), sing. Hartani (ḥartani), fém. Hartania ou Hartaniya (ḥartaniya), plur. Hartaniat ou Hartaniyat (ḥartaniyat) est cantonné à l'extrême-ouest : au Maroc, au Sahara occidental, en Mauritanie, en Algérie occidentale, tandis qu'au Maghreb oriental, en Tunisie et en Libye, ils sont historiquement appelés Chouachin ou Chouachine (Chwachin, Shwashin),,, sing. Chouchan ou Chouchane (chuchan, shushan), fém. Chouchana (chuchana, shushana), fém. plur. Chouchanat (chuchanat, shushanat).
Étant donné que le Maghreb est un vaste territoire et les dialectes et parlers arabes et berbères nombreux, les appellations pour désigner les populations noires, au Sahara et ailleurs au Maghreb, ainsi qu'en Orient, sont nombreuses et diverses en arabe et en berbère, et peuvent diverger en fonction de leur statut : asmeg, ismeg ou asmeɣ (asmegh), plur. isemɣan (isemghan) en berbère, ‘abid en arabe, akli plur. iklan ou aklan (esclave noir) en berbère, khadem (serviteur noir), waṣif (valet), kaḥluš (francisé kahlouche) mot hybride arabe et berbère, kafûr, ‘atrïya, akaouar (akawar) au Ghât, šušan (chouchane) au Fezzan, aherdan en Kabylie, ahardan en berbère du Moyen-Atlas, du Haut-Atlas, du Tafilalet, du Sud marocain et zenaga de Mauritanie, ḥirthan (ḥirṯan) au Hadramaout, agnaw (agnaou), plur. ignawen (ignaouen) pour désigner le Noir ou Subsaharien en général dans la majeure partie de l'aire d'extension berbérophone,, ğanew (djanew, djaneou), plur. ğanawen (djanawen, djanaouen) ou adjanaw (adjanaou) en berbère de Ghadamès, akhdam dans tout le Yémen (population d’origine éthiopienne), aderfi, plur. iderfiyen en chleuh, suqqey (souqeï), abercan (aberchan), adeghmum (adeghmoum), abexxan (abekhan), admam à Figuig, assuqi/assuqʷi/asuqqi (assouqi, assouqoui) plur. issuqin/isuqqiyin (issouqin) dans le Souss,, abukan (aboukan) au Mzab, askiw (askiou), plur. iskiwen (iskiouen) en chaoui de l'Aurès, chez les Beni Menacer et dans le dialecte de l'Ouarsenis, aččiw (atchiw, atchiou) à Djerba, asekkiw (asekkiou), plur. sekkiwen (sekkiouen) en ghadamsi, ismij au Djerid, ijmej au Touât, Tementit, imuccan (imouchchan) en chelha (chleuh), aɣuggal (aghuggal, aghouggal), plur. iɣuggalen (ighuggalen, ighouggalen) en chaoui, ungal (oungal), plur. ungalen (oungalen) en berbère du Moyen Atlas, seṭṭuf (setouf), plur. seṭṭufen (setoufen) tasuknit à Sokna, aseṭṭaf, plur. iseṭṭafen en chleuh, aṣeṭṭaf, plur. iseṭṭafen en kabyle, aberçan, plur. iberçanen en mozabite au Mzab, aberkan, abercan, plur. iberkanen, ibercanen au Maroc central, aberkan, plur. iberkanen en Kabylie, abexxuc (abekhouch), pl. ibexxucen (ibekhouchen) au Maroc central, sing. udeyğ (udeydj, oudeïdj), edegen ou edeğen (ededjen), plur. edeğenet (ededjenet) en zenaga (Mauritanie et Extrême-Nord du Sénégal).
Dans le monde touaregophone, ce groupe ethnique particulier est aussi désigné par divers termes variant en fonction de leur statut : plur. iderfan, sing. ederef, iɣawellan (ighawellan, ighaouellan), sing. eɣawel (eghawel, eghaouel) pour les affranchis, azeggaɣ (azeggagh), plur. izeggaɣen (izeggaghen) dans le Hoggar, isédîfen ou iseḍifen, sing. ésedîf, eseḍif, etîfen, plur. itîfenen, ébenher, éhati, plur. ihatan, enaẓḍaf, plur. ineẓḍaf dans le Touat et chez les Taitoq, pour le Noir ne parlant ni l’arabe ni le berbère, anedderfu, plur. inedderfa, akli, plur. iklân pour l’esclave asservi, bella pour l’esclave vivant librement, awnnan (aounnan), plur. iwnnanen (iounnanen) pour le Noir en général.
Dans le dialecte berbère zénète parlé dans la région du Gourara, les Haratins sont appelés isemghan (sing. asemgh).
En Égypte de l'Ouest dans le dialecte berbère de Siwa, le terme utilisé relevé a été retranscrit par azetaff/azotaff, ou atzethaf (اظطاف), et azeṭṭaf, plur. izeṭṭafen. En arabe égyptien le terme générique ayant historiquement désigné le groupe ethnique des Noirs déportés est celui de Jalban.
Le terme shwashin (singulier : shushan, au féminin shushana), littéralement « réglisse », « les réglisses », utilisé dans les dialectes arabes de Tunisie et de Libye est dérivé du mot arabe désignant le réglisse en raison de leur couleur noire ou foncée.

### Usage contemporain
Au Maroc, les mots hartani et hartania (son équivalent féminin) comportent une connotation péjorative[réf. nécessaire] puisqu'ils sont associés à l'esclavage et le fait d'être subalterne,'[Interprétation personnelle ?]'[source insuffisante].
En février 2021, Azzouha El Arrak, députée du Parti de la justice et du développement et conseillère municipale de Dakhla, a été traitée publiquement de hartania  par un autre conseiller municipal pour avoir dénoncé ses actions et ses propos racistes. En effet, celui-ci s'est approprié la terre d'un Sahraoui noir en prétextant qu'il y avait droit parce qu'il était l'esclave de sa famille et un hartani. Azzouha El Arrak a répondu en déclarant: « Nous avons la peau noire, mais nous ne sommes les esclaves ou les Hartanis de personne et nul ne peut nous asservir » en rajoutant que ses propos appartenaient à la période antéislamique.

## Géolocalisation
On les retrouve au, Maroc, au Sahara occidental, en Algérie, en Tunisie, en Libye, en Mauritanie, dans l'Azaouad et l'Azaouagh.

## Origine
La génétique et l’anthropologie modernes démontrent que les Haratins se distinguent des Touaregs, des Zenagas/Senhadjas et des peuples subsahariens ouest-africains, tels que les Wolofs et les Peuls,. .
Selon Rachid Bellil, la population du Sahara se composait durant l'Antiquité d'une part de Libyens anciens (Gétules à l'ouest et de Garamantes au sud-est (ancêtres des Berbères), et d'autre part d'Éthiopiens, ancêtres d'une partie des Haratins, qui furent razziés et déportés par les Berbères dans les territoires subsahariens. Des peintures rupestres du Maghreb dépeignent en effet des scènes de razzias effectuées par les Libyens sur des populations noires vivant plus au Sud.
Chez les populations berbères chleuhes du sud marocain, et selon leur transmission orale, les populations négroïdes sont réputées allogènes (allochtones, d'origine étrangère et non autochtones). Ainsi, le terme amazigh y désigne uniquement l'homme blanc d'origine locale, par opposition à l'homme noir, déporté.
La transmission orale des populations berbères et arabes du Sahara occidental et de la Mauritanie , les noirs (dont les Bafours/Bafots) y seraient autochtones, les Berbères et Arabes ayant migré vers le Sud tour à tour[source détournée].

## Histoire
Les plus vieilles représentations artistiques humaines recensée au Sahara maghrébin sont dans les sites Tadrart Acacus et le Tassili dans la période de l'Épipaléolithique. Plus tard, apparaissent dans les représentations artistiques des chasseurs Bubalins mélanodermes et des chasseurs leucodermes. Entre le 7e et 2e millénaire du Néolithique, lors de la venue d'un climat plus humide et du développement de l'élevage de bœufs, les représentations d'individus dits « mélanodermes », dénommées Bovidiens, y seraient majoritaires d'après certains historiens. Vers la fin du 2e millénaire avant notre ère, les Protoberbères venus du nord-est de l'Afrique prédominent le Sahara maghrébin grâce à l'introduction du cheval. Les populations dites « mélanodermes » commencent à disparaître du Tassili et à migrer vers le Sahel. Selon l'historienne algérienne Malika Hachid.

« Toutefois, une partie importante de ce peuplement noir s’est retrouvée peu à peu subjuguée par les Paléoberbères, nouveaux maîtres du Sahara... Ces groupes noirs que l’on retrouve çà et là en Afrique du Nord ce sont ces Tzzaggaren’ou ‘Harratines’ des oasis, une population préhistorique devenue résiduelle mais gonflée plus tard du flot de l’esclavage des temps modernes au point qu’on ne peut plus distinguer aujourd’hui les uns des autres. »

Ses membres étaient spécialisés dans l'agriculture mais exercent aujourd'hui divers métiers, comme forgerons, tanneurs, bijoutiers, menuisiers ou encore propriétaires de terrain.
Ils parlent arabe dialectal ou berbère selon la communauté linguistique dans laquelle ils vivent.
Au Maroc la communauté la plus importante est située dans la vallée du Drâa.
Dans le Sahara algérien, les Haratins qui étaient marginalisés durant la colonisation, connaissent une promotion sociale et politique après l'indépendance du pays, mobilisés à partir de la guerre de libération par un discours d'émancipation, selon lequel « Le racisme d’État n’existe donc pas, ce qui constitue d’ailleurs une tradition du nationalisme algérien ». La réussite sociale par l'enseignement a permis aux anciens Haratins d'être représentés dans les collectivités locales et d'accéder aux postes les plus influents modifiant ainsi la hiérarchie sociale existante.